# Caroní (rivier)
De Caroní is de tweede belangrijkste rivier van Venezuela, de tweede grootste rivier qua debiet en een van de langste, met 952 km vanaf de tepui Cuquenán, waar ze ontstaat met dezelfde naam: de Cuquenán (Kukenán), tot haar samenvloeiing met de Orinoco, tot welks bekken ze behoort.
De naam Caroní krijgt ze vanaf de samenvloeiing van de Cuquenán met de Yuruani, op 182 km van de bron van de Cuquenán en 770 km van haar uitmonding in de Orinoco. De ontmoeting heeft plaats in het zuiden van Venezuela, in de staat Bolivar, zijnde de belangrijkste zijrivier van de Orinoco voor wat betreft het debiet. Het hogere bekken van de Caroní bevindt zich in de Gran Sabana (Nationaal park Canaima, in Venezolaans Guayana) in de buurt van de grens met Brazilië.

## Hydraulisch regiem
De Caroní is een van de rivieren met het hoogste debiet ter wereld, in vergelijking met haar bekken. Haar gemiddeld debiet is rond de 4.850 m³/s, met variaties veroorzaakt door de wisselingen tussen droog en nat seizoen. Haar gemiddeld maximum debiet is 6.260 m³/s en het gemiddeld minimum is 3.570 m³/s. Onder de historische extremen bevinden zich 17.576 m³/s en 188 m³/s. De Caroní voert 15,5% aan van het debiet van de Orinoco. Een van de karakteristieken van haar water is de donkere kleur, veroorzaakt door de hoge niveaus aan humuszuren van de onvolledige ontbinding van het fenolgehalte van de vegetatie. De Caroní behoort daarom tot de zwartwaterrivieren, zoals de Rio Negro.

## Het bekken van de Caroní
Het bekken van de Caroní beslaat meer dan 95.000 km² en maakt deel uit van het Orinocobekken, de belangrijkste rivier van Venezuela. Dit betekent voor de twee grote rivieren veel op elkaar lijkende hydrografische karakteristieken. De Caroní zelf en haar zijrivier de Paragua zijn rivieren met een trap, met dien verstande dat vele vallen en stroomversnellingen afwisselen met stukken van langzame en zachte helling, met veel meanders en hoefijzervormige meren (afgesneden meanders). Onder de belangrijkste vallen van deze rivieren en hun zijrivieren moge genoemd worden de waterval van Ángel (Salto Ángel), met de grootste hoogte ter wereld (bijna 1.000 m vrije val) en de waterval van de Cuquenán (tiende op de wereldschaal, met 610 m vrije val) en vele andere met minder hoogte maar een flink debiet, zoals de watervallen van de Río Caruay en van de Río Aponguao en ook in de Aponguao de waterval van Torón, en in de Caroní zelf de watervallen van Eutobarima, van La Llovizna en van Cachamay, deze twee laatste net voor uitmonding van de Caroní in de Orinoco.

## Waterkracht
De Caroní is, vanwege haar bijzonder hoge debiet (met een jaargemiddelde van 4.850 m³/s) en haar hoge verhang zeer geschikt voor de opwekking van hydro-elektrische energie. Er zijn vier waterkrachtcentrales in haar verloop: de Macagua I, II en III in de omgeving van haar uitmonding in de Orinoco, op een 30 km daarvandaan de Caruachidam, de Tocomadam en als vierde de Central Hidroeléctrica Simón Bolívar in de engte van Necoima of Necuima, op bijna 80 km van Puerto Ordaz. Door deze laatste stuwdam, de Guridam, ontstond het reusachtig grote stuwmeer van Guri, met een oppervlak van 4000 km², midden in de rivier. De waterkrachtcentrale van Guri heeft een vermogen van 10.000 MW en is nu de op twee na grootste van de wereld, na de Drieklovendam in China (22.500 MW) en de Itaipudam in Brazilië (14.000 MW).

## Nationale Parken
In het hoge deel van het bekken van de rivieren die de Caroní vormen (Aponguao, Cuquenán en Yuruaní), ontvouwt zich de Gran Sabana of grote Savanna die deels behoort tot het Nationaal park Canaima.

## Toerisme
Het bekken van de Caroní is een van de spectaculairste en mooiste van de wereld, ideaal voor avontuurlijk toerisme: een landschap van bossen en savanne, ontelbaar veel watervallen en stroomversnellingen, diepe canyons en hoge plateaus, snel stromende rivieren met bijzonder schoon water (donkergetint, bijna zwart, als ze diep zijn), stranden met roze zand, enz. Onder de meest notabele van het bekken van de Caroní, vanuit toeristisch oogpunt gezien, zijn de watervallen van de Aponguao, van de Kama (Kama Meru in de Caraïbische taal Pemón), Eutobarima (in de Caroní zelf, alhoewel moeilijk te bereiken) en het stuwmeer van de Guridam, de parken van de waterval van de Llovizna en de Cachamay in de Ciudad Guayana, de Auyantepuy met de waterval van Ángel en de magnifieke kloof van Kavak, de tafelbergen van de Roraima en de Cuquenán, enzovoort.
- Library of Congress Control Number: sh93001500
- Nationale Bibliotheek van Israël: 987007551578405171
- Virtual International Authority File: 315527713